# Adam Enright
Adam Enright (Rosalind, 16 de noviembre de 1983) es un deportista canadiense que compitió en curling.
Participó en los Juegos Olímpicos de Vancouver 2010, obteniendo una medalla de oro en la prueba masculina. Ganó una medalla de oro en el Campeonato Mundial de Curling Masculino de 2008.

## Palmarés internacional
| Juegos Olímpicos   | Juegos Olímpicos             | Juegos Olímpicos | Juegos Olímpicos |
| Año                | Lugar                        | Medalla          | Prueba           |
| ------------------ | ---------------------------- | ---------------- | ---------------- |
| 2010               | Vancouver (Canadá)           | Medalla de oro   | Equipo           |
| Campeonato Mundial |                              |                  |                  |
| Año                | Lugar                        | Medalla          | Prueba           |
| 2008               | Grand Forks (Estados Unidos) | Medalla de oro   | Equipo           |